# Metoa lata
Metoa lata är en stekelart som beskrevs av Dasch 1984. Metoa lata ingår i släktet Metoa och familjen brokparasitsteklar. Inga underarter finns listade i Catalogue of Life.